# 2016年电子游戏界
2016年有许多新电子游戏发行。不少知名系列都推出了新作，如：逆转裁判、戰地風雲、決勝時刻、文明、哥薩克、黑暗之魂、死亡復甦、駭客入侵、冤罪殺機、毀滅戰士、孤岛惊魂、FIFA、最終幻想、火焰之纹章、极限竞速、战争机器、鋼鐵雄心、刺客任務、家園戰線、萬艦齊發、星之卡比、黑手党、瑪利歐派對、银河霸主、銀河戰士、镜之边缘、女神異聞錄、植物大战僵尸：花园战争、精灵宝可梦、拉捷特與克拉克、暗影野兽、影子武士、刺猬索尼克、星際火狐、星海遊俠、快打旋風、泰坦天降、全面战争、神秘海域系列、看門狗、XCOM和极限脱出等。发售的新游戏品牌有《鬥陣特攻》、《量子裂痕》、《湯姆克蘭西：全境封鎖》、《最后的守护者》等，独立游戏有《Abzû》、《终极闪光 流浪者》、《Inside》、《无人深空》、《猫头鹰男孩》、《星露谷物语》、《见证者》等。

## 经济
据分析公司SuperData估计，电子游戏软件市场2016年收入910亿美元，超过了2015年估计值740亿美元；不过SuperData称它们今年估计的资料集较大。910亿美元中有410亿来自手机游戏，特别是《皇室战争》和《精灵宝可梦Go》等游戏。个人电脑游戏贡献了340亿美元，其中190亿为免费网络游戏；主机游戏零售和下载版的份额分别为260亿和66亿。该公司还认为，虚拟现实、职业电子竞技和流媒体市场仍然在发展。

## 事件
1月
- 4日 － 动视暴雪宣布已收购Major League Gaming[2]。
- 6日 － 史克威尔艾尼克斯关闭云游戏子公司神罗科技[3]。
- 8日 － 戰慄時空系列主编剧Marc Laidlaw离开威尔乌[4]。
- 8日 － Gazillion娱乐CEO大卫·布雷维克离开公司[5]。
- 12日 － 艺电建立Origin Access，一个新的Windows订阅服务[6]。
- 13日 － Rockstar North制作人兼总裁Leslie Benzies休假16个月后，于该日离开公司，其位置由Aaron Garbut和Rob Nelson接替[7]。
- 16日 － Brian Horton, director of 《盜墓者羅拉：崛起》总监Brian Horton从晶体动力辞职，加入Infinity Ward[8]。
- 22日 － 龙腾世纪主编剧David Gaider离开BioWare[9]。
- 28日 － Bungie宣布Harold Ryan接任Pete Parsons的总裁一职[10]。
- 28日 － GOG.com launched Games in Development, their own early access program.[11]
- 28日 － Sumo Digital宣布在诺丁汉新设工作室的计划[12]。
- 29至31日 － PAX South 2016于亨利·B·冈萨雷斯会议中心召开[13]。

2月
- 8日 － 暴雪娛樂庆祝25周年[14]。
- 8日 － 电子游戏网站GameTrailers关站[15]。
- 27日 － 精灵宝可梦系列庆祝20周年[16]。
- 日期不详 － 《湯姆克蘭西：全境封鎖》总监Ryan Barnard离开Massive Entertainment，进入IO Interactive[17]。

3月
- 7日 － 微软工作室将开发商Press Play关闭，该工作室作品有《Max: The Curse of Brotherhood》和《Kalimba》。[18]
- 9日 － Nexon收购《DomiNations》开发商Big Huge Games[19]。
- 9日 － Riot Games收购《Rising Thunder》开发商Radiant Entertainment[20]。
- 14至18日 － 游戏开发者大会2016在加利福尼亚州旧金山召开[21]。
- 15日 － 中国矿业公司山东宏达收购Jagex[22]。
- 22日 － 游族网络收购Bigpoint Games[23]。
- 22日 － 索尼電腦娛樂关闭了Evolution Studios，该工作室曾开发《MotorStorm》和《駕駛俱樂部》[24]。
- 22日 － 生化危機系列庆祝20周年[25]。
- 24日 － 索尼互動娛樂宣布已建立手机游戏开发工作室ForwardWorks[26]。
- 31日 － 《Sword Coast Legends》开发公司n-Space关闭[27]。
- 31日 － 世嘉收购Atlus完成，此后Atlus作品的美版将由世嘉发行[28]。

4月
- 1日 － 索尼电脑娛樂和索尼网络娱乐合并为索尼互动娱乐[29]。
- 5日 － Vicarious Visions创办人Karthik和Guha Bala离开公司[30]。
- 11日 － Codemasters宣布聘用了Evolution Studios大部分雇员[31]。
- 14日 － Leonard Boyarsky离开暴雪娛樂，加入黑曜石娱乐[32]。
- 18日 － GameStop公布了新发行部门GameTrust[33]。
- 20日 － 微软宣布Xbox 360停产[34]。
- 22日 － 白金工作室三并达也离开公司[35]。
- 22至24日 － PAX East 2016于波士顿会展中心召开[36]。
- 25日 － Patrice Desilets拿到《1666阿姆斯特丹》的版权，结束了育碧的官司[37]。
- 26日 － NIS America在世嘉收购Atlus后，宣布断绝和Atlus的关系[38]。
- 26日 － SNK Playmore重组为SNK[39]。
- 29日 － 微软工作室关闭Lionhead Studios[40]。

5月
- 10日 － 迪士尼互动工作室关闭了子公司艾薇嵐奇軟體。迪士尼决定之后讲和外部合作，不再自行发布作品[41]。
- 13日 － 雅虎关闭雅虎游戏[42]。
- 18日 － 艺电宣布成立新工作室Frostbite Lab[43]。
- 18日 － Madden NFL系列创始人Rich Hilleman从艺电辞职[44]。
- 18日 － IGN从Defy Media手中购买了GameTrailers的资产[45]。
- 30日 － Starbreeze Studios购买了505游戏的劫薪日系列[46]。

6月
- 1日 － 维旺迪敌意收购Gameloft成功，夺取了Guillemot兄弟的控制权[47]。
- 2日 － Techland建立新发行厂牌Techland Publishing、[48]。
- 3日 － 為戰而生编剧Aaron Linde从Gearbox Software离职[49]。
- 6日 － Future Publishing收购GamesTM持有者Imagine Publishing。[50]
- 10日 － 育碧关闭育碧卡萨布兰卡[51]。
- 12至14日 － 艺电举办EA Play，这是该公司首场爱好者导向公共活动[52]。
- 14至16日 － E3 2016在洛杉矶会议中心召开[53]。
- 21日 － 腾讯耗资86亿美元收购《部落冲突》开发商Supercell[54]。
- 23日 － 刺猬索尼克系列系列庆祝25周年。

7月
- 1日 － 《暗黑破坏神III》总监Josh Mosqueira宣布已离开暴雪娛樂[55]。
- 5日 － 世嘉宣布收购《萬艦穿星》开发商Amplitude Studios[56]。
- 8日 － Adam Boyes，索尼互动娱乐第三方关系与开发技术组副总裁，离开了公司[57]
- 11日 － 中国鸡肉商Leyou收购了《Enemy Territory》两作的开发商Splash Damage[58]。
- 19日 － Playdead共同创办人Dino Patti离开公司[59]。

8月
- 3至13日 － The International 2016于西雅图KeyArena举办，其奖金额度为电子竞技锦标赛史上之最[60]。
- 4至7日 － QuakeCon 2016于达拉斯Hilton Anatole举办[61]。
- 5日 － Buzz!系列开发商Relentless Software歇业[62]。
- 12日 － 收购THQ大部分系列的Nordic Games公司易名为THQ Nordic[63]。
- 15至16日 － 欧洲游戏开发者大会2016于德国科隆举办
- 17至21日 － Gamescom 2016于德国克隆举办[64]。
- 29日 － 独立开发商Renegade Kid分割为Atooi和Infinitizmo两间公司，分别持有原公司的全部2D和3D知识产权[65]。

9月
- 2至5日 － PAX West 2016于华盛顿州会议中心举办。
- 13日 － 微软工作室推出Xbox Play Anywhere，程序可跨Windows 10和Xbox One平台[66]。
- 13日 － 克里斯·梅森宣布离开暴雪娛樂[67]。
- 15至18日 － 东京电玩展举办并庆祝20周年
- 21日 － 暴雪娛樂宣布逐步淘汰战网在线系统[68]。
- 28日 － 育碧收购《2048》开发商Ketchapp[69]。

10月
- 12至13日 － Steam Dev Days在华盛顿西雅图举办[70]。
- 17日 － 《香港秘密警察》开发商United Front Games歇业[71]。
- 25日 － 古墓丽影系列庆祝20周年。

11月
- 4至5日 － 暴雪嘉年华2016于加利福尼亞州安那翰举办[72]。

12月
- 1日 － Annapurna Pictures成立游戏部门Annapurna Interactive[73]。
- 1日 － 游戏大奖2016于洛杉矶举办。
- 3至4日 －PlayStation Experience 2016于加利福尼亞州安那翰举办。
- 16日 － 前欧洲科乐美总裁平野真嗣担任小岛制作CEO[74]。
- 20日 － Atlus成立新开发工作室Studio Zero[75]。
- 20日 － Crytek关闭保加利亚、匈牙利、土耳其、韩国和中国工作室[76]。

## 新硬體
2016年有如下遊戲硬體推出，時間採用全球最早發行時間：
- 3月28日 － Oculus Rift
- 4月5日 － HTC Vive
- 8月2日 － Xbox One S
- 9月9日 － PlayStation 4 Slim
- 10月13日 － PlayStation VR
- 11月10日 － PlayStation 4 Pro